# Polsko-Ukraińska Izba Gospodarcza
Polsko-Ukraińska Izba Gospodarcza (ukr. Польсько–українська господарча палата) powstała jako organizacja samorządu gospodarczego reprezentująca interesy zrzeszonych w niej ok. 500 polskich i ukraińskich podmiotów gospodarczych wobec władz i organizacji pozarządowych obu krajów.
PUIG ma biura w Warszawie i Kijowie oraz przedstawicielstwa w Trójmieście, Rzeszowie, Wrocławiu, Łodzi, Poznaniu, Szczecinie, Kielcach, Lublinie, Krakowie, Katowicach, Tarnowie, Lwowie, Iwano-Frankowsku, Dnipro, Winnicy, Połtawie, Sumach, Odessie, Łucku, Charkowie, Tarnopolu, Tetijewie.
PUIG jest członkiem Rady Przedsiębiorców przy Rzeczniku Praw Małych i Średnich Przedsiębiorców.

## Zadania
Do zadań Polsko-Ukraińskiej Izby Gospodarczej należy:
- reprezentowanie ukraińskich inwestorów w Polsce oraz polskich na Ukrainie;
- wspomaganie oraz promocję działalności firm należących do PUIG;
- współpraca z polskimi, ukraińskimi oraz międzynarodowymi organizacjami biznesowymi;
- kształtowanie pozytywnego wizerunku Polski na Ukrainie oraz Ukrainy w Polsce.

## Projekty
Do inicjatyw PUIG należy organizacja i prowadzenie cyklicznej międzynarodowej ekonomicznej konferencji Baltic Business Forum w Świnoujściu – Herringsdorfie, Forum Transportu Intermodalnego Fracht w Gdańsku oraz Navi Rail w Szczecinie. Celem tych konferencji jest wzmacnianie współpracy w Regionie ABC – Adriatyk, Bałtyk, Morze Czarne. Konferencje obejmują swoim zasięgiem  państwa członkowskie Unii Europejskiej, Turcję i Ukrainę. 
Izba zajmuje się realizacją kampanii społecznej „Partnerstwo i Zatrudnienie”, dotyczącej szerokiego spektrum zagadnień związanych z udziałem ukraińskich pracowników w polskim rynku pracy. W ramach tego projektu, organizowany jest cykl konferencji „Miasto – wielokulturowa przestrzeń integracji”. Pierwsza edycja wydarzenia odbywa się w Warszawie w 2019 r.
Od 2020 r. PUIG prowadzi internetowy portal gospodarczy „edialog.media”. Portal działa w dwóch wersjach językowych: polskiej i ukraińskiej.

## Komitety
- Komitet ds. Budownictwa
- Komitet ds. Energii
- Komitet ds. Finansów
- Komitet ds. Gospodarki Komunalnej
- Komitet ds. HoReCa
- Komitet ds. IPO
- Komitet ds. IT
- Komitet ds. Prawnych
- Komitet ds. Przetargów Publicznych
- Komitet ds. Rolnych
- Komitet ds. Rynku Pracy, Migracji i Demografii
- Komitet ds. TSL
- Komitet ds. Współpracy Przemysłów Obronnych
- Komitet ds. Współpracy Samorządów
- Komitet ds. Zdrowia

## Siedziba
Siedziba PUIG znajduje się w Warszawie przy ul. Legionowej 9/2.